# Triplex Confinium
A Triplex Confinium Magyarország, Románia és Szerbia államhatárainak találkozási pontját, a hármashatárt jelölő határjel. Az obeliszk alakú egyedi határjel három oldalú, felfelé keskenyedő oszlop. Magyarországon Kübekháza, Romániában Óbéba, Szerbiában Rábé közigazgatási területét érinti.
„A hármashatár-pont megjelölése olyan egyedi határjel (a továbbiakban: Triplex Confinium), amelynek anyaga beton, formája három oldalú piramis, oldalaival a három ország felé tájolva. A három oldalon az adott állam címere van, alattuk az „1920. VI. 4.” dátum szerepel” (a trianoni békeszerződés dátuma).

## Története
A határkövet a trianoni békeszerződés életbelépése után emelték.
A hármashatárt 1998 óta minden év május utolsó hétvégéjén megnyitják, ami lehetőséget ad a környékbelieknek a találkozásra; a közeli településeken – Kübekházán, Óbébán, Rábén, Magyarmajdányban – falunapot, búcsút tartanak. Szimbolikus pontként többször volt külügyminiszteri találkozók színhelye is.
A 2006-ban Újvidéken aláírt nemzetközi szerződés alapján – melyet Magyarországon a 2007. évi VII. törvény hirdetett ki − a határjel ellenőrzése és karbantartását a három ország ötévente, felváltva biztosítja. Ennek keretében 2021-ben a magyar fél végzett felújítást a Lechner Tudásközpont Alaphálózati Államhatárügyi Osztályának munkatársai révén.
2019. október 11-én Magyarország és Szerbia között megnyílt a Rábé–Kübekháza közúti határátkelő. Az ideiglenes konténerek helyett 2023-ban 2,5 milliárd forintos beruházással állandó épületeket emelnek.
2023 szeptemberében miniszteri szintű megállapodást kötöttek Magyarország és Románia között a Kübekháza és Óbéba közötti határátkelő két éven belül történő megvalósításáról.
Nevét viseli a Banat-Triplex Confinium EGTC területi együttműködés.

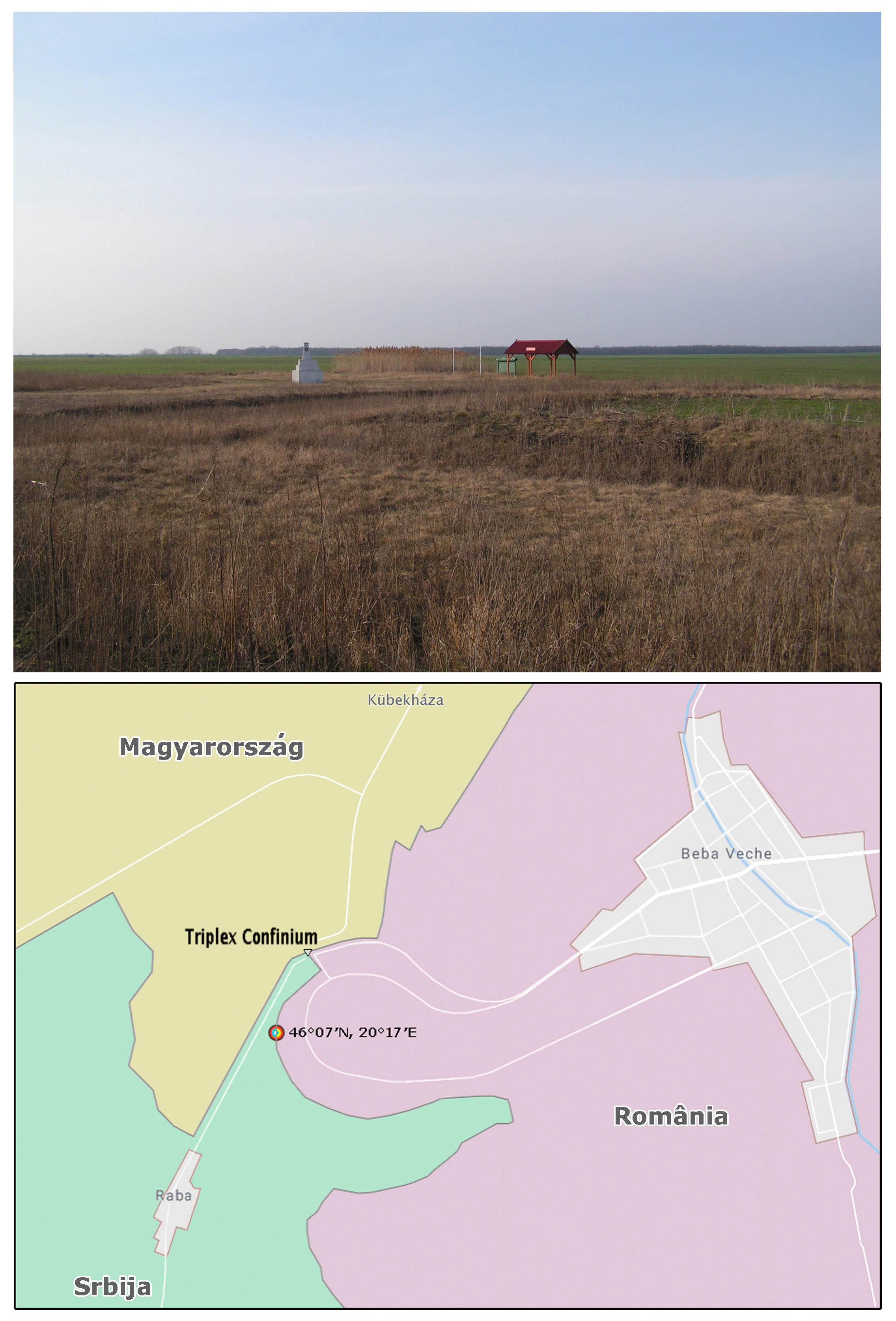
A határpont és környéke térképe